# Життя нагорі
«Життя нагорі» (англ. Life at the Top, буква. «життя на вершині») — роман англійського письменника Джона Брейна, опублікований 1962 року. Продовження роману «Шлях нагору», в якому розповідається про те, як склалася доля головного героя, Джо Лемптона, десять років по тому.
Роман екранізовано.

## Сюжет
Дія відбувається за десять років після подій першого роману. Джо Лемптону «перевалило за тридцять п'ять», він десять років одружений зі Сьюзен Браун, вони живуть у власному будинку і мають двох дітей. Зі старшим сином Гаррі, який навчається в елітній школі-інтернаті, взаємини у Джо не складаються, проте молодшу дочку, чотирирічну Барбару, він дуже любить. Батьки Сьюзен, як здається Джо, давно розчарувалися в ньому, і сам він відчуває незадоволеність своїм життям. Тим не менш, Джо, який працює в компанії свого тестя, під час відрядження до Лондона несподівано вдається укласти вигідний контракт, і Браун пропонує йому стати депутатом муніципальної ради Ворлі від партії консерваторів. Джо погоджується, хоч і байдужий до громадської та політичної діяльності.
Якось у церкві під час недільної служби Джо помічає молоду жінку, яка вражає його красою та спокоєм. Пізніше він дізнається, що це нещодавно овдовіла Нора Гакслі з редакції місцевої газети. Інтерес до Нори з боку Джо зростає, хоча за весь час шлюбу зі Сьюзен він ніколи не зраджував їй і не планує залишати її. Однак одного разу, після чергової поїздки до Лондона, Джо повертається додому на день раніше і виявляє, що Сьюзен зраджує йому з Марком, другом сім'ї, який щойно примирився зі своєю дружиною через постійні романи «на стороні». Сьюзен розриває з Марком, і Джо після вагань вирішує залишитися з нею. При цьому в нього спалахує роман із Норою, який дозволяє йому забути про зраду дружини.
Джо здається, що він по-справжньому полюбив Нору, і він подумує про те, щоб розійтися зі Сьюзен і одружитися з Норою, тим більше що раніше конкурент Брауна пропонував йому місце у своїй компанії. Нора їде до Лондона, де знаходить нову роботу. Джо дізнається, що його пропозицію щодо розвитку обчислювального центру в компанії Браун не схвалив, і що без жодного обговорення з ним фірма Брауна почала злиття з іншою великою фірмою. Джо впадає в депресію, відчуваючи, що якщо не зробить щось прямо зараз, його плани щодо з'єднання з Норою також не здійсняться. На черговому голосуванні в муніципальній раді він голосує проти пропозиції Брауна, налаштовуючи того проти себе, а ввечері повідомляє дружині, що йде від неї. Сьюзен зізнається, що Барбара народилася не від Джо, її батьком також є Марк. Джо їде в Лондон до Нори.
У Лондоні Джо не намагається влаштуватися на роботу, воліючи деякий час «плисти за течією». Несподівано приїжджає його теща місіс Браун. Хоча Джо впевнений, що батьки Сьюзен ненавидять його, місіс Браун каже, що вона завжди цінувала Джо, а зараз приїхала, щоб повідомити, що Джо хотів бачити його син Гаррі. Джо зізнається Норі, що хоче поїхати у Ворлі, і Нора відпускає його, розуміючи, що він навряд чи повернеться. У Ворлі Джо розуміє, що любить дітей і не хоче залишати їх. Гаррі розповідає йому про проблеми в школі, і Джо обіцяє, що ніколи не залишить його. Він залишається в родині.

## Історія
Письменник Колін Вілсон, який дружив з Брейном, згадує, що під час поїздки разом з ним і ще кількома знайомими до Ленінграда в липні 1960 року Брейн говорив, що вирішив написати продовження «Шляху нагору», проте ще не придумав сюжет. Одну з ключових сцен роману, а саме незаплановане повернення героя з відрядження, Брейн вигадав невдовзі після повернення з СРСР.

## Екранізація
1965 року за романом знято фільм «Життя нагорі» (режисер Тед Котчефф), у якому, як і в першому фільмі, головну роль зіграв Лоуренс Гарві.

## Продовження
У 1970—1972 роках показано британський телесеріал про Джо Лемптона «Чоловік нагорі»), сценарій до якого написав Джон Брейн. У серіалі показано подальшу долю Джо та його участь у бізнесі в 1970-і роки. Головну роль виконав Кеннет Гейг. 1973 року вийшов спіноф серіалу, повнометражний фільм з такою ж назвою «Чоловік нагорі» (англ. Man at the Top) і також за участю Гейга, в якому Брейн вже не брав участі. У цьому фільмі Джо, який став директором фармацевтичної компанії, розслідує інцидент із постачанням ліків, які призвели до безпліддя жінок у Африці.